# Riverside (Californie)
Pour les articles homonymes, voir Riverside.
Riverside est une ville de l'État de Californie, siège du comté de Riverside, aux États-Unis. La ville fait partie du Grand Los Angeles. Sa population s'élève à 303 871 habitants lors du recensement de 2010 et est estimée à 330 063 habitants en 2018.

## Géographie
La ville de Riverside est bordée par le fleuve Santa Ana qui la sépare de la cité voisine de Rubidoux. Le mont Rubidoux domine l'agglomération de Riverside.
Selon le Bureau du recensement des États-Unis, la superficie totale de Riverside est de 203 km2.
C’est à Riverside qu’était situé le circuit de Riverside.

## Démographie
| Groupe            | Riverside | Californie | États-Unis |
| ----------------- | --------- | ---------- | ---------- |
| Blancs            | 57,6      | 57,6       | 72,4       |
| Afro-Américains   | 6,2       | 6,2        | 12,6       |
| Autres            | 17,0      | 17,0       | 6,2        |
| Asiatiques        | 13,1      | 13,1       | 4,8        |
| Métis             | 4,9       | 4,9        | 2,9        |
| Amérindiens       | 1,0       | 1,0        | 0,9        |
| Océaniens         | 0,4       | 0,4        | 0,2        |
| Total             | 100       | 100        | 100        |
|                   |           |            |            |
| Latino-Américains | 37,6      | 37,6       | 16,7       |

Selon l’American Community Survey, pour la période 2011-2015, 58,71 % de la population âgée de plus de 5 ans déclare parler l'anglais à la maison, 33,69 % déclare parler l'espagnol, 1,18 % une langue chinoise, 0,96 % le vietnamien, 0,92 % le tagalog, 0,78 % le coréen, 0,58 % l'arabe  et 3,17 % une autre langue.
| 1890  | 1900  | 1910   | 1920   | 1930   | 1940   |
| ----- | ----- | ------ | ------ | ------ | ------ |
| 4 683 | 7 973 | 15 212 | 19 341 | 29 696 | 34 696 |

| 1950   | 1960   | 1970    | 1980    | 1990    | 2000    |
| ------ | ------ | ------- | ------- | ------- | ------- |
| 46 764 | 84 332 | 140 089 | 170 591 | 226 505 | 255 166 |

| 2010    | 2020    | - | - | - | - |
| ------- | ------- | - | - | - | - |
| 303 871 | 314 998 | - | - | - | - |

## Jumelages
- Gangnam-gu (Corée du Sud) depuis 1999[7] ;
- Hyderabad (Inde)
- Sendai (Japon)
- Cuautla (Morelos) (Mexique)
- Ensenada (Mexique)
- Obuasi (Ghana)
- Cần Thơ (Viêt Nam)
- Jiangmen (Chine)
- Erlangen (Allemagne)

## Monuments
- Mission Inn

## Éducation
- Université de Californie à Riverside

## Transport

### Autoroutes
- California State Route 91
- California State Route 60
- Interstate 215 (Californie)